# Balthazar Getty
Paul Balthazar Getty (Los Angeles, 22 gennaio 1975) è un attore e musicista statunitense.

## Biografia
Nato a Los Angeles e cresciuto a San Francisco, figlio unico di John Paul Getty III e Gisela-Martina Schmidt, il suo bisnonno era Jean Paul Getty, fondatore della Getty Oil Company. I suoi genitori divorziarono nel 1993. Esordisce come attore bambino nel 1990 nel film Il signore delle mosche nel ruolo di Ralph. Nel 1994 prende parte al film Assassini nati - Natural Born Killers di Oliver Stone, in seguito lavora nei film Dredd - La legge sono io con Sylvester Stallone, L'Albatross - Oltre la tempesta di Ridley Scott e Strade perdute di David Lynch.
Nel 2004 prende parte ad alcuni episodi della serie tv Streghe e nello stesso anno recita nel film Squadra 49. Dopo aver preso parte a un episodio di Ghost Whisperer e al film horror Feast, interpreta Thomas Grace nella serie televisiva Alias. Nel 2006 fa parte del cast della serie tv Brothers & Sisters - Segreti di famiglia, dove interpreta Tommy Walker. Oltre che per la carriera di attore Getty si distingue anche come musicista; fa parte infatti della band dei Ringside.

## Vita privata
Dopo aver avuto legami sentimentali con le attrici Drew Barrymore e Milla Jovovich, Getty si sposa con la fashion designer Rosetta Millington, da cui ha quattro figli: Cassius Paul, Grace, Violet e June Catherine.

## Filmografia

### Cinema
- Il signore delle mosche (Lord of the Flies), regia di Harry Hook (1990)
- Young Guns II - La leggenda di Billy the Kid (Young Guns II), regia di Geoff Murphy (1990)
- I dannati di Hollywood (Where the Day Takes You), regia di Marc Rocco (1992)
- Assassini nati - Natural Born Killers (Natural Born Killers), regia di Oliver Stone (1994)
- Dredd - La legge sono io (Judge Dredd), regia di Danny Cannon (1995)
- Goodbye Mr. Holland (Mr. Holland's Opus), regia di Stephen Herek (1995)
- L'Albatross - Oltre la tempesta (White Squall), regia di Ridley Scott (1996)
- Strade perdute (Lost Highway), regia di David Lynch (1997)
- The Center of the World, regia di Wayne Wang (2001)
- Deuces Wild - I guerrieri di New York (Deuces Wild), regia di Scott Kalvert (2002)
- Hard Cash, regia di Predrag Antonijevic (2002)
- Squadra 49 (Ladder 49), regia di Jay Russell (2004)
- Feast, regia di John Gulager (2005)
- The Judge, regia di David Dobkin (2014)
- Kid 90, regia di Soleil Moon Frye (2021)
- Megalopolis, regia di Francis Ford Coppola (2024)

### Televisione
- Streghe (Charmed) – serie TV, 6 episodi (2003-2004)
- Ghost Whisperer - Presenze (Ghost Whisperer) – serie TV, episodio 1x01 (2005)
- Alias – serie TV, 17 episodi (2005-2006)
- Brothers & Sisters - Segreti di famiglia (Brothers & Sisters) – serie TV, 92 episodi (2006-2011)
- Medium – serie TV, episodio 5x17 (2009)
- Rizzoli & Isles – serie TV, episodio 1x07 (2010)
- Hawaii Five-0 – serie TV, episodio 1x04 (2010)
- House of Lies – serie TV, episodio 3x08 (2014)
- When We Rise – miniserie TV, episodio 1x03 (2017)
- Twin Peaks – serie TV, 3 episodi (2017)

## Doppiatori italiani
Nelle versioni in italiano delle opere in cui ha recitato, Balthazar Getty è stato doppiato da:
- Simone D'Andrea in Brothers & Sisters - Segreti di famiglia, Hawaii Five-0
- Gianfranco Miranda in The Judge, Twin Peaks
- Alessandro Quarta in Young Guns II - La leggenda di Billy the Kid
- Corrado Conforti ne I dannati di Hollywood
- Alberto Caneva in Assassini nati - Natural Born Killers
- Fabrizio Manfredi in Dredd - La legge sono io
- Nanni Baldini in Goodbye Mr. Holland
- Francesco Bulckaen in L'Albatross - Oltre la tempesta
- Oreste Baldini in Strade perdute
- David Chevalier in The Center of the World
- Marco Baroni in Deuces Wild - I guerrieri di New York
- Massimo De Ambrosis in Squadra 49
- Daniele Barcaroli in Streghe
- Massimiliano Manfredi in Ghost Whisperer - Presenze
- Riccardo Niseem Onorato in Alias
- Francesco Prando in Medium
- Alessandro Rigotti in Rizzoli & Isles
- Marco Vivio in House of Lies
- Francesco Fabbri in Megalopolis